# كال فوسمان
كالڤن فوسمان (بالإنجليزية: Calvin Fussman، ويُعرف باسم كال فوسمان) هو صحفي وكاتب أمريكي. يعمل كـكاتب متجول (Writer at Large) في مجلة Esquire، حيث يشتهر بعمود What I've Learned الذي يتضمن مقابلات مع شخصيات قيادية وبارزة من مجالات مختلفة.
من بين الشخصيات التي أجرى معها مقابلات: ميخائيل غورباتشوف، جيمي كارتر، تيد كينيدي، جيف بيزوس، ريتشارد برانسون، جاك ولش، روبرت دي نيرو، كلينت إيستوود، آل باتشينو، جورج كلوني، ليوناردو دي كابريو، توم هانكس، بروس سبرينغستين، دكتور دري، كوينسي جونز، وودي آلن، باربرا والترز، بيليه، ياو مينغ، سيرينا ويليامز، جون وودن، ومحمد علي.

## الجدول الزمني لمسيرته
| السنة            | الحدث                                                        |
| ---------------- | ------------------------------------------------------------ |
| العقد 1980s      | بداية مسيرته الصحفية في تغطية الشؤون السياسية والرياضية      |
| العقد 1990s      | انضم إلى مجلة Esquire ككاتب متجول                            |
| أواخر التسعينيات | إطلاق عمود What I've Learned الذي اشتهر عالميًا               |
| العقد 2000s      | نشر مقابلات مع شخصيات من السياسة والأعمال والفنون والرياضة   |
| العقد 2010s      | توسع نشاطه ليشمل البودكاست والمحاضرات في مجال التواصل والسرد |

## أبرز المقابلات
| السنة | الشخصية            | المجال        |
| ----- | ------------------ | ------------- |
| 1999  | ميخائيل غورباتشوف  | سياسة دولية   |
| 2001  | جيمي كارتر         | سياسة أمريكية |
| 2003  | روبرت دي نيرو      | فنون وسينما   |
| 2004  | آل باتشينو         | فنون وسينما   |
| 2006  | جيف بيزوس          | أعمال وتقنية  |
| 2007  | ريتشارد برانسون    | أعمال وريادة  |
| 2009  | محمد علي           | رياضة ومجتمع  |
| 2010  | سيرينا ويليامز     | رياضة         |
| 2012  | ليوناردو دي كابريو | فنون وسينما   |
| 2015  | جورج كلوني         | فنون وسينما   |

## التأثير والجوائز
أثر فوسمان في عالم الصحافة المكتوبة من خلال أسلوبه في صياغة المقابلات على شكل دروس حياتية تُروى بلسان الضيف. كما حاز تقديرًا واسعًا من مؤسسات إعلامية وأكاديمية على إسهاماته في فن المقابلات الصحفية.

## الحياة الشخصية
يعيش كال فوسمان في الولايات المتحدة، ويعمل أيضًا كمتحدث في المؤتمرات والفعاليات حيث يشارك خبراته في فن المقابلة والتواصل مع الجمهور. ويُعرف عنه شغفه بالقصص الإنسانية وقدرته على بناء حوار عميق مع الشخصيات التي يقابلها.